# 楊子實
楊子實（1526年—？），字中孚，直隸河間府河間縣人，民籍，明朝政治人物。

## 生平
嘉靖三十四年（1555年）乙卯科順天府鄉試第一百十五名舉人。嘉靖四十一年（1562年）中式壬戌科會試第二百五十名，三甲第一百四十六名進士。官四川保宁府推官。

## 家族
曾祖楊徤，州判官；祖父楊緯；父楊時利，母陳氏。具庆下。